# Joann Fletcher
Joann Fletcher (* 30. August 1966 in Barnsley, South Yorkshire, England) ist eine britische Ägyptologin.

## Tätigkeit
Fletcher ist promoviert und führte Ausgrabungen in Ägypten und im Jemen durch und untersuchte unter anderem Mumien in verschiedensten Museumssammlungen der Welt. Sie ist als Forscherin Ehrenmitglied in der „Abteilung für Archäologie an der Universität von York“ und als beratende Ägyptologin für das Harrogate Museum für Kunst tätig.

## Die Mumie der Königin Nofretete
2003 nahm Joann Fletcher an einer Expedition im Tal der Könige teil. Sowohl die Expedition als auch die anschließende Dokumentation über ihre Arbeit im Grab von Amenophis II., KV35, wurden vom Discovery Channel finanziert.
Die Expedition untersuchte die in einem Nebenraum von KV35 verbliebenen drei Mumien (CG 61070, CG 61071 und CG 61072), die 1898 von Victor Loret zusammen mit fünf weiteren Mumien entdeckt worden waren. Aufgrund des rasierten Schädels, der Armhaltung, der doppelt durchstochenen Ohrläppchen der Mumie und einer vor Ort gefundenen Perücke, deutete sie Mumie CG 61072 als die der Königin Nofretete. Sie hielt dies für Indizien, die als Modeerscheinungen der Regierungszeit Echnatons zuzuordnen seien. In diesem Raum selbst wurden jedoch keine Hinweise gefunden, die ihre Vermutungen bestätigten. Die Veröffentlichung ihrer Vermutung wurde von Experten weltweit skeptisch betrachtet und die Identität der Mumie als die der Nofretete eindeutig widerlegt. Der Hauptgrund war das von Zahi Hawass später festgestellte männliche Geschlecht der Mumie. Die aDNA-Untersuchung von 2010 bestätigte das weibliche Geschlecht. Es handelt sich um eine 25 bis 35 Jahre alte Frau.
Da sich Joann Fletcher nicht an die Vorgaben der ägyptischen Altertümerverwaltung gehalten hatte, wurde ihr seitens des damaligen Generalsekretärs, Zahi Hawass, ein Arbeitsverbot in Ägypten auferlegt.
Die Ergebnisse zu ihrer Arbeit in KV35 hat sie in The Search for Nefertiti veröffentlicht.

## Publikationen
Englisch:
- Joann Fletcher: Ancient Egypt: Life, Myth, and Art. Stewart Tabori & Chang, 1999.
- Joann Fletcher: Oils and Perfumes of Ancient Egypt. Harry N Abrams, 1999.
- Joann Fletcher und J. Fletcher: Chronicle of a Pharaoh: The Intimate Life of Amenhotep III. Oxford University Press, 2000.
- Joann Fletcher und Bridget McDermott: Decoding Egyptian Hieroglyphs: How to Read the Secret Language of the Pharaohs. Chronicle Books, 2001.
- Joann Fletcher: The Egyptian Book of Living and Dying: The Illustrated Guide to Ancient Egyptian Wisdom. Duncan Baird Publishers, 2002.
- Alan Fildes und Joann Fletcher: Alexander the Great: Son of the Gods. J. Paul Getty Trust Publications, 2002.
- Delia Pemberton und Joann Fletcher: Treasures of the Pharaohs: The Glories of Ancient Egypt. Duncan Baird Publishers, 2004.
- Joann Fletcher und John Malam: Mummies (Kingfisher Knowledge). Kingfisher Books, 2003.
- Joann Fletcher: The Search for Nefetiti. Hodder & Stoughton, 2004, ISBN 0-340-83304-1.

Deutsche Ausgabe:
- Joann Fletcher: Tagebuch eines Pharaos. Weltbild, 2004, ISBN 3-8289-0778-4.